# Alberto Sigismondo di Baviera
Alberto Sigismondo di Baviera (Monaco di Baviera, 5 agosto 1623 – Frisinga, 4 novembre 1685) è stato un vescovo cattolico tedesco.

## Biografia
Fu dal 1652 vescovo di Frisinga e dal 1668 anche vescovo di Ratisbona. Egli fu anche arciprete di Augusta e Salisburgo e arciprevosto di Costanza e vice prevosto di Altötting.
Figlio del duca Alberto VI di Baviera (1584-1666) e di Mectilde di Leuchtenberg (1588-1634), figlia del langravio Giorgio Luigi di Leuchtenberg, Alberto Sigismondo proveniva dalla famiglia principesca dei Wittelsbach.
Suo zio fu Massimiliano I di Baviera, il quale supportò Alberto Sigismondo nel 1640 affinché divenisse vescovo coadiutore del vescovo di Frisinga, Veit Adam von Gepeckh. Alla morte di quest'ultimo Alberto Sigismondo gli succedette alla cattedra episcopale anche se non aveva ancora ricevuto gli ordini sacri. La scena della sua intronizzazione è rappresentata sul portale barocco della cattedrale di Frisinga.
Sotto il suo episcopato vennero costruiti il Castello del Belvedere di Frisinga e le nuove porte della città. Nell'abitato realizzò anche la Marienplatz e l'"Hofgarten", una delle aree verdi più rilevanti entro le mura.
Alla sua morte, Alberto Sigismondo venne sepolto nel coro del Duomo di Frisinga, secondo la sua esplicita volontà.

## Ascendenza
|                                               |                                                |                                              | Genitori                                            |  |  | Nonni |  |  | Bisnonni                       |  |  | Trisnonni                       |  |
|                                               |                                                |                                              |                                                     |  |  |       |  |  | 8. Albrecht V, duca di Baviera |  |  | 16. Wilhelm IV, duca di Baviera |  |
|                                               |                                                |                                              |                                                     |  |  |       |  |  | 8. Albrecht V, duca di Baviera |  |  | 16. Wilhelm IV, duca di Baviera |  |
|                                               |                                                | 17. Maria Jakobäa von Baden                  |                                                     |  |  |       |  |  | 8. Albrecht V, duca di Baviera |  |  |                                 |  |
| 4. Wilhelm V, duca di Baviera                 |                                                |                                              |                                                     |  |  |       |  |  | 8. Albrecht V, duca di Baviera |  |  |                                 |  |
|                                               |                                                | 9. Anna von Österreich                       | 18. Ferdinand I, imperatore del Sacro Romano Impero |  |  |       |  |  |                                |  |  |                                 |  |
|                                               |                                                | 9. Anna von Österreich                       | 18. Ferdinand I, imperatore del Sacro Romano Impero |  |  |       |  |  |                                |  |  |                                 |  |
|                                               |                                                | 9. Anna von Österreich                       | 19. Anna Jagiellonka                                |  |  |       |  |  |                                |  |  |                                 |  |
| 2. Albrecht VI, conte imperiale di Haag       |                                                | 9. Anna von Österreich                       |                                                     |  |  |       |  |  |                                |  |  |                                 |  |
|                                               |                                                | 10. François I, duca di Lorena               | 20. Antoine, duca di Lorena                         |  |  |       |  |  |                                |  |  |                                 |  |
|                                               |                                                | 10. François I, duca di Lorena               | 20. Antoine, duca di Lorena                         |  |  |       |  |  |                                |  |  |                                 |  |
|                                               |                                                | 10. François I, duca di Lorena               | 21. Renée de Bourbon-Montpensier                    |  |  |       |  |  |                                |  |  |                                 |  |
| 5. Renée de Lorraine                          |                                                | 10. François I, duca di Lorena               |                                                     |  |  |       |  |  |                                |  |  |                                 |  |
|                                               |                                                | 11. Christine af Danmark                     | 22. Christian II, re di Danimarca                   |  |  |       |  |  |                                |  |  |                                 |  |
|                                               |                                                | 11. Christine af Danmark                     | 22. Christian II, re di Danimarca                   |  |  |       |  |  |                                |  |  |                                 |  |
|                                               |                                                | 11. Christine af Danmark                     | 23. Isabella von Österreich                         |  |  |       |  |  |                                |  |  |                                 |  |
| 1. Albrecht Sigmund von Bayern                |                                                | 11. Christine af Danmark                     |                                                     |  |  |       |  |  |                                |  |  |                                 |  |
|                                               | 12. Ludwig Heinrich, langravio di Leuchtenberg | 24. Georg III, langravio di Leuchtenberg     |                                                     |  |  |       |  |  |                                |  |  |                                 |  |
|                                               | 12. Ludwig Heinrich, langravio di Leuchtenberg | 24. Georg III, langravio di Leuchtenberg     |                                                     |  |  |       |  |  |                                |  |  |                                 |  |
|                                               | 12. Ludwig Heinrich, langravio di Leuchtenberg | 25. Barbara von Brandenburg-Ansbach-Kulmbach |                                                     |  |  |       |  |  |                                |  |  |                                 |  |
| 6. Georg IV Ludwig, langravio di Leuchtenberg | 12. Ludwig Heinrich, langravio di Leuchtenberg |                                              |                                                     |  |  |       |  |  |                                |  |  |                                 |  |
|                                               |                                                | 13. Mechtild von der Marck                   | 26. Robert II von der Marck, signore di Arenberg    |  |  |       |  |  |                                |  |  |                                 |  |
|                                               |                                                | 13. Mechtild von der Marck                   | 26. Robert II von der Marck, signore di Arenberg    |  |  |       |  |  |                                |  |  |                                 |  |
|                                               |                                                | 13. Mechtild von der Marck                   | 27. Walburga van Egmont                             |  |  |       |  |  |                                |  |  |                                 |  |
| 3. Mechthildis von Leuchtenberg               |                                                | 13. Mechtild von der Marck                   |                                                     |  |  |       |  |  |                                |  |  |                                 |  |
|                                               |                                                | 14. Philibert, margravio di Baden-Baden      | 28. Bernhard III, margravio di Baden-Baden          |  |  |       |  |  |                                |  |  |                                 |  |
|                                               |                                                | 14. Philibert, margravio di Baden-Baden      | 28. Bernhard III, margravio di Baden-Baden          |  |  |       |  |  |                                |  |  |                                 |  |
|                                               |                                                | 14. Philibert, margravio di Baden-Baden      | 29. Françoise de Luxembourg                         |  |  |       |  |  |                                |  |  |                                 |  |
| 7. Maria Salome von Baden-Baden               |                                                | 14. Philibert, margravio di Baden-Baden      |                                                     |  |  |       |  |  |                                |  |  |                                 |  |
|                                               |                                                | 15. Mechthild von Bayern                     | 30. Wilhelm IV, duca di Baviera (= 16)              |  |  |       |  |  |                                |  |  |                                 |  |
|                                               |                                                | 15. Mechthild von Bayern                     | 30. Wilhelm IV, duca di Baviera (= 16)              |  |  |       |  |  |                                |  |  |                                 |  |
|                                               |                                                | 15. Mechthild von Bayern                     | 31. Maria Jakobäa von Baden (= 17)                  |  |  |       |  |  |                                |  |  |                                 |  |
|                                               |                                                | 15. Mechthild von Bayern                     |                                                     |  |  |       |  |  |                                |  |  |                                 |  |